# Poudre B

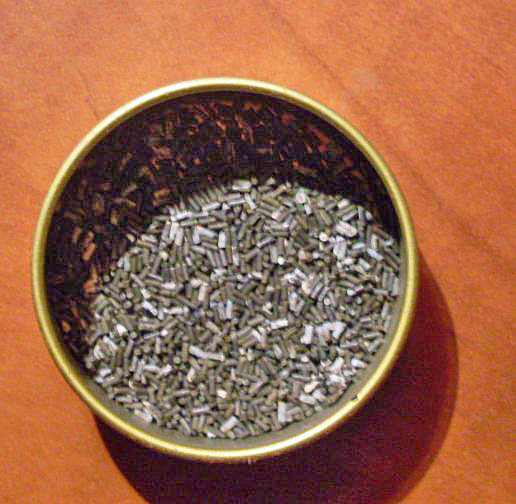
Poudre B (einbasige rauchlose Pulverflocken)

Poudre B war das erste praktische rauchschwache Schießpulver, das zwischen 1882 und November 1884 im Laboratoire Central des Poudres et Salpêtres in Paris entwickelt wurde. Ursprünglich hieß es Poudre V, nach dem Namen des Erfinders Paul Vieille, wurde aber willkürlich in Poudre B (für französisch poudre blanche bzw. deutsch weißes Pulver, im Unterschied zu Schwarzpulver) umbenannt, um die deutsche Spionage abzulenken. Poudre B wird aus 68,2 % nichtlöslicher Nitrocellulose, 29,8 % löslicher, mit Ether gelatinierter Nitrocellulose und 2 % Paraffin hergestellt. Poudre B besteht aus sehr kleinen, papierdünnen Flocken, die nicht weiß, sondern dunkelgrün-grau gefärbt sind. Poudre B wurde erstmals zum Laden der 8-mm-Lebel-Patronen verwendet, die 1886 für das Lebel-Gewehr herausgegeben wurden.

## Geschichte
Der deutsch-schweizerische Chemiker Christian Friedrich Schönbein schuf 1846 den Sprengstoff Nitrocellulose bzw. "Schießbaumwolle", indem er Baumwollfasern mit einer Mischung aus Salpetersäure und Schwefelsäure behandelte. Allerdings erwies sich die Schießbaumwolle als zu schnell brennend für den direkten Einsatz in Feuerwaffen und Artilleriemunition. Der französische Chemiker Paul Vieille folgte dann 1882–84 den Erkenntnissen Schönbeins und schaffte es nach vielen Versuchen, Schießbaumwolle in eine kolloidale Substanz umzuwandeln, indem er sie in einem Alkohol-Ether-Gemisch gelatinierte und anschließend mit Amylalkohol stabilisierte.
Mit Hilfe von Walzenpressen verwandelte er diese gelatinierte kolloidale Substanz in hauchdünne Blätter, die nach dem Trocknen in kleine Flocken geschnitten wurden. Dieses einbasige rauchlose Pulver wurde ursprünglich nach dem Namen des Erfinders "Poudre V" genannt. Diese Bezeichnung wurde später willkürlich in "Poudre B" geändert, um die deutsche Spionage abzulenken. Das ursprüngliche "Poudre B" von 1884 wurde bald schon durch das verbesserte "Poudre BF(NT)" von 1887 ersetzt. Im Jahr 1896 wurde "Poudre BF(NT)" durch "Poudre BF(AM)" ersetzt, dem 1901 "Poudre BN3F" folgte. Letzteres wurde mit dem Antioxidationsmittel Diphenylamin anstelle von Amylalkohol stabilisiert und erwies sich im Ersten Weltkrieg als sicheres und regelmäßiges französisches Standardschiesspulver. Es wurde in den 1920er Jahren von "Poudre BN3F(Ae)" und später von "Poudre BPF1" abgelöst, die bis in die 1960er Jahre im Einsatz blieben.

## Leistung
"Poudre B" war bei gleichem Gewicht dreimal stärker als Schwarzpulver und erzeugte keine großen Mengen Rauch, was dem Benutzer einen enormen taktischen Vorteil verschaffte. Es wurde 1886 vom französischen Militär eilig eingeführt und innerhalb weniger Jahre von allen großen Militärmächten übernommen.
Vor der Einführung des neuen Pulvers konnte ein Trupp Soldaten, der Salven abfeuerte, sein Ziel nach einigen Schüssen nicht mehr sehen, während sein eigener Standort aufgrund der Rauchwolke über ihm deutlich zu erkennen war. Die höhere Leistung des neuen Pulvers führte zu einer höheren Mündungsgeschwindigkeit, was wiederum eine flachere Flugbahn der Geschosse und damit eine größere Reichweite zur Folge hatte. Außerdem wurde weniger Schießpulver benötigt, und es konnte ein kleineres Kaliber und damit leichtere Geschosse verwendet werden, so dass ein Soldat mehr Munition mitführen konnte. Die französische Armee führte rasch ein neues Gewehr ein, das Modell Lebel 1886, das mit einer neuen Patrone des Kalibers 8 mm verschossen wurde, um diese Vorteile zu nutzen. 

## Stabilität und Sicherheit
Das früheste "Poudre B" neigte schließlich dazu, instabil zu werden, was auf die Verdunstung der flüchtigen Lösungsmittel zurückgeführt wurde, aber auch auf die Schwierigkeit zurückzuführen gewesen sein könnte, die zur Herstellung von Schießbaumwolle verwendeten Säuren vollständig zu entfernen. In den ersten Jahren ihrer Verwendung kam es sowohl beim ursprünglichen Poudre B als auch bei der Schießbaumwolle zu Unfällen. So explodierten beispielsweise zwei französische Kriegsschiffe, die Iéna und die Liberté, 1907 bzw. 1911 im Hafen von Toulon und forderten viele Menschenleben. Bis Ende der 1890er Jahre wurden sicherere rauchschwache Pulver entwickelt, darunter verbesserte und stabilisierte Versionen von "Poudre B" (z. B. Poudres BN3F und BPF1), Ballistit und Kordit. Das Problem der Schießbaumwolle ist auch heute noch nicht vollständig gelöst, da gelegentlich eine Charge des rauchlosen Pulvers verdirbt, obwohl dies extrem selten ist.